# Великобурлуцький степ
Великобурлу́цький степ — регіональний ландшафтний парк, один з об'єктів природно-заповідного фонду України на території Великобурлуцького району Харківської області.

## Історія
Регіональний ландшафтний парк «Великобурлуцький степ» був створений 2000 року на межі степової та лісостепової зони біля сіл Катеринівка, Андріївка, Горяне, Плоске, Червона Хвиля, Шипувате. Метою створення цієї природоохоронної території є збереження в природному стані лісостепових ландшафтів та типів місцевостей Східно-Європейської лісостепової провінції, охорона та раціональне використання природних ресурсів Великобурлуцького району, відтворення біологічного різноманіття, наукові дослідження та організація умов для відпочинку населення.

### Території ПЗФ, що входять до складу РЛП
Нерідко, оголошенню національного парку або заповідника передує створення одного або кількох об'єктів природно-заповідного фонду місцевого значення. В результаті, великий РЛП фактично поглинає раніше створені ПЗФ. Проте їхній статус зазвичай зберігають.
До складу території регіонального ландшафтного парку «Великобурлуцький степ» входять такі об'єкти ПЗФ України:
- Заказник загальнодержавного значення «Катеринівський», загальнозоологічний.
- Заказник загальнодержавного значення «Бурлуцький», загальнозоологічний.
- Заповідне урочище місцевого значення «Божкове», лісове
- Заповідне урочище місцевого значення «Дегтярне», лісове

## Галерея

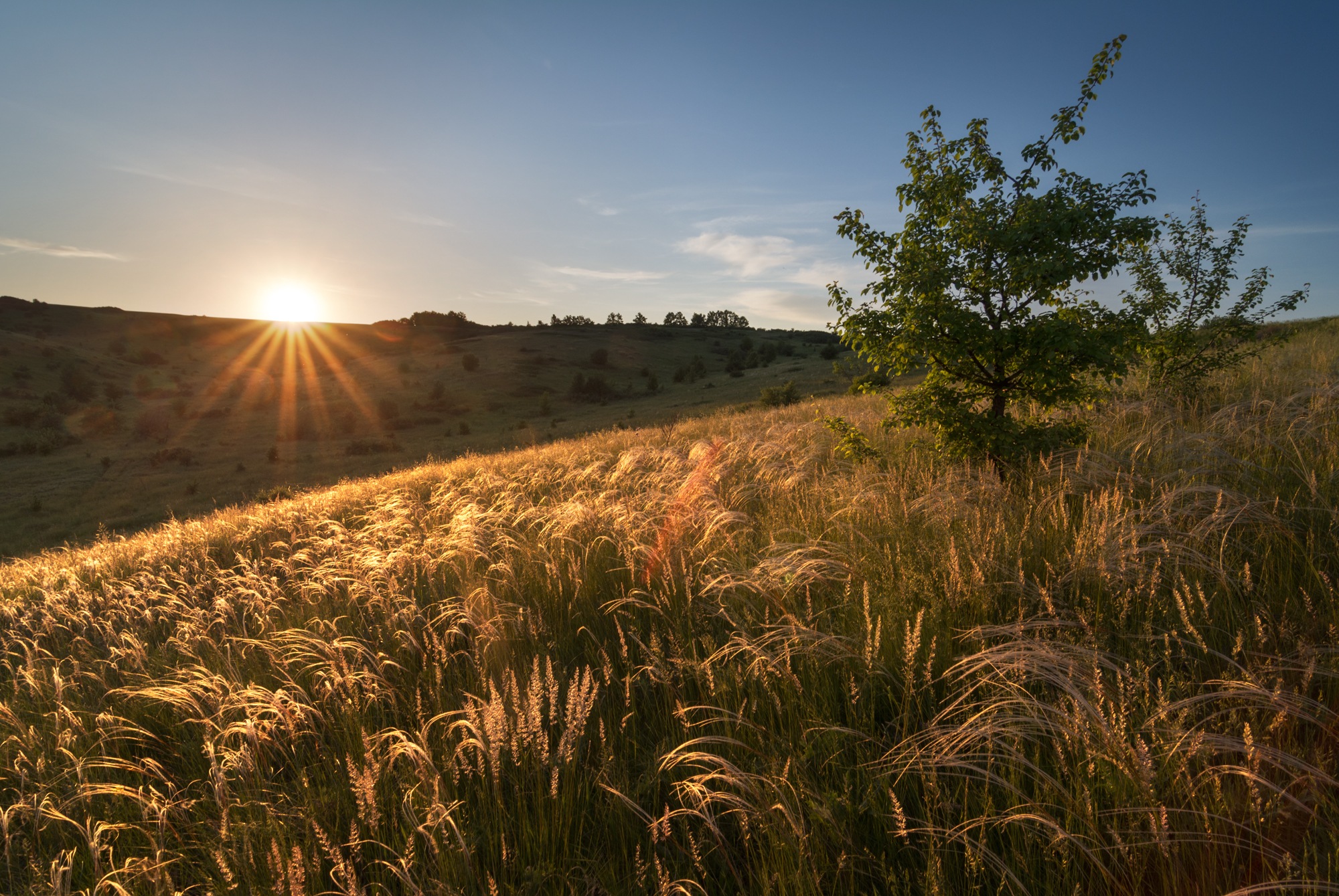
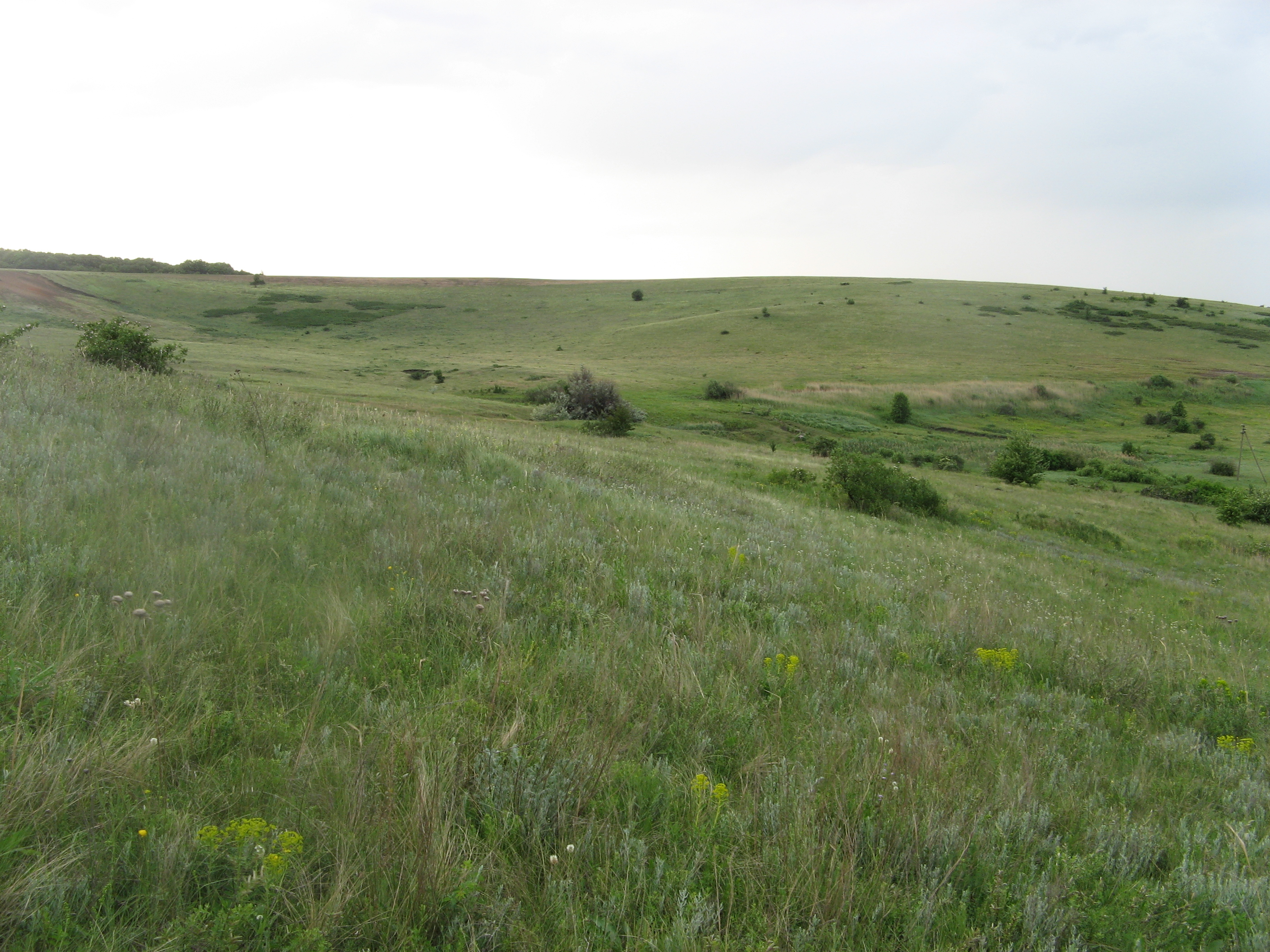
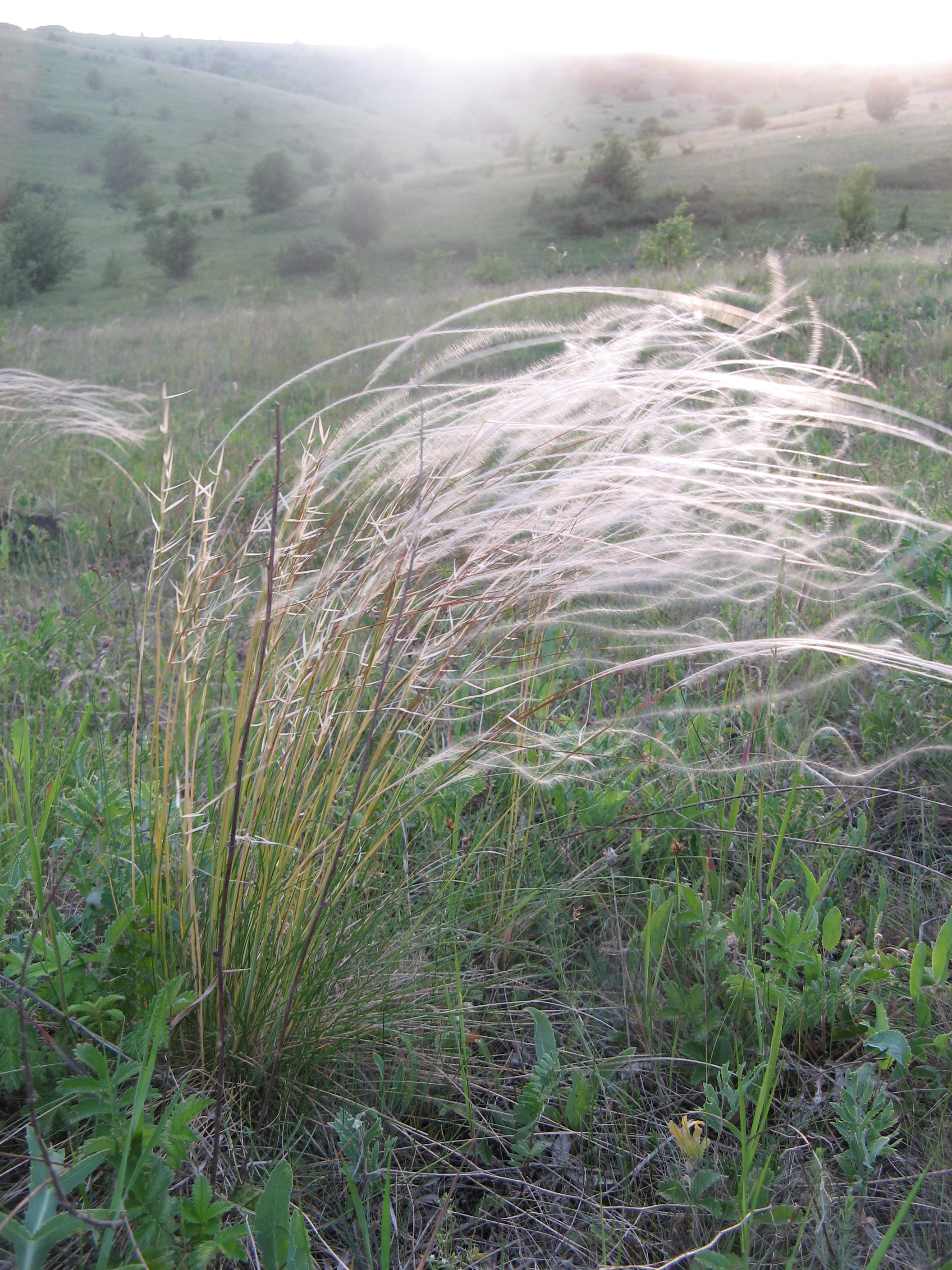
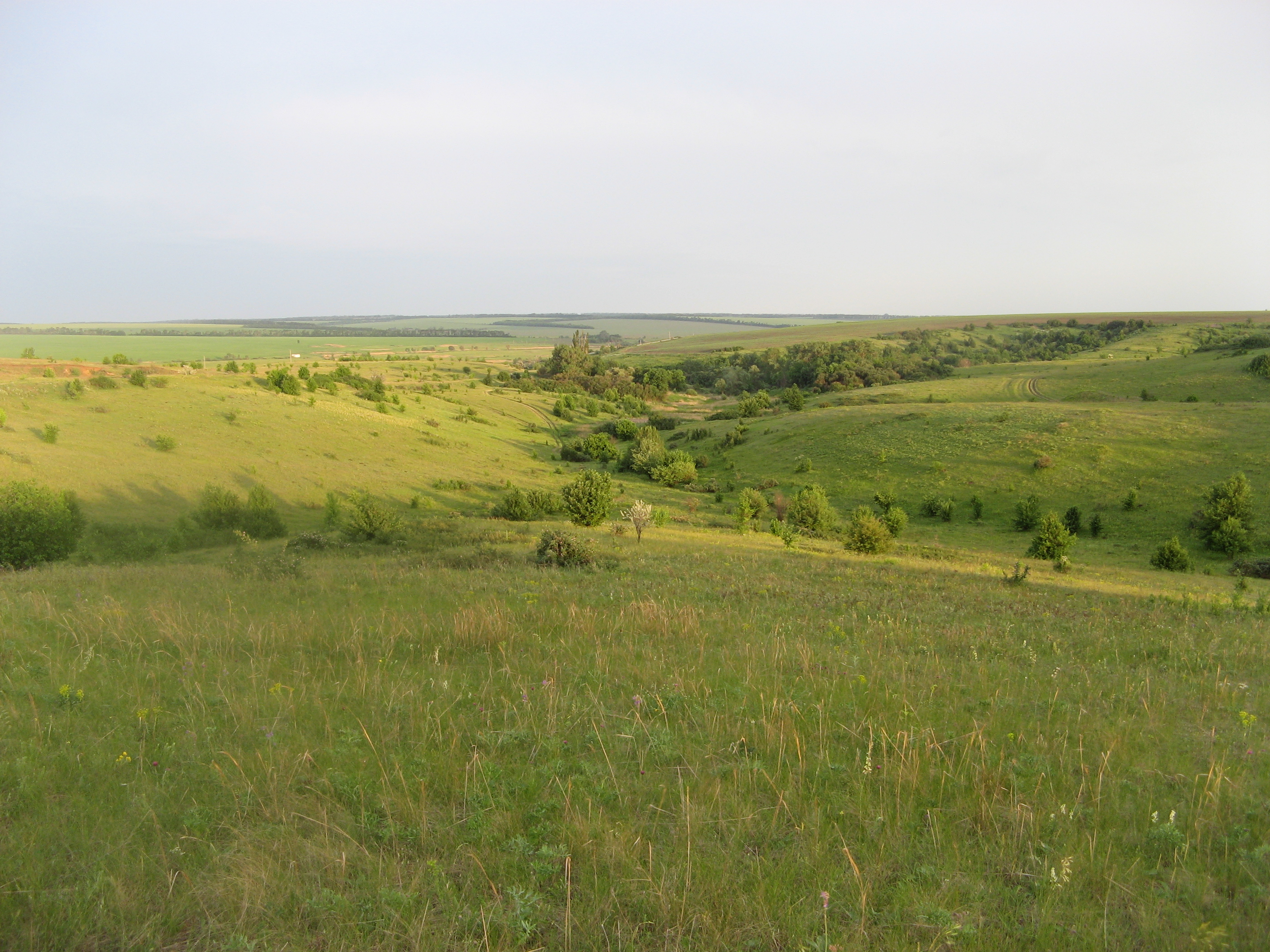
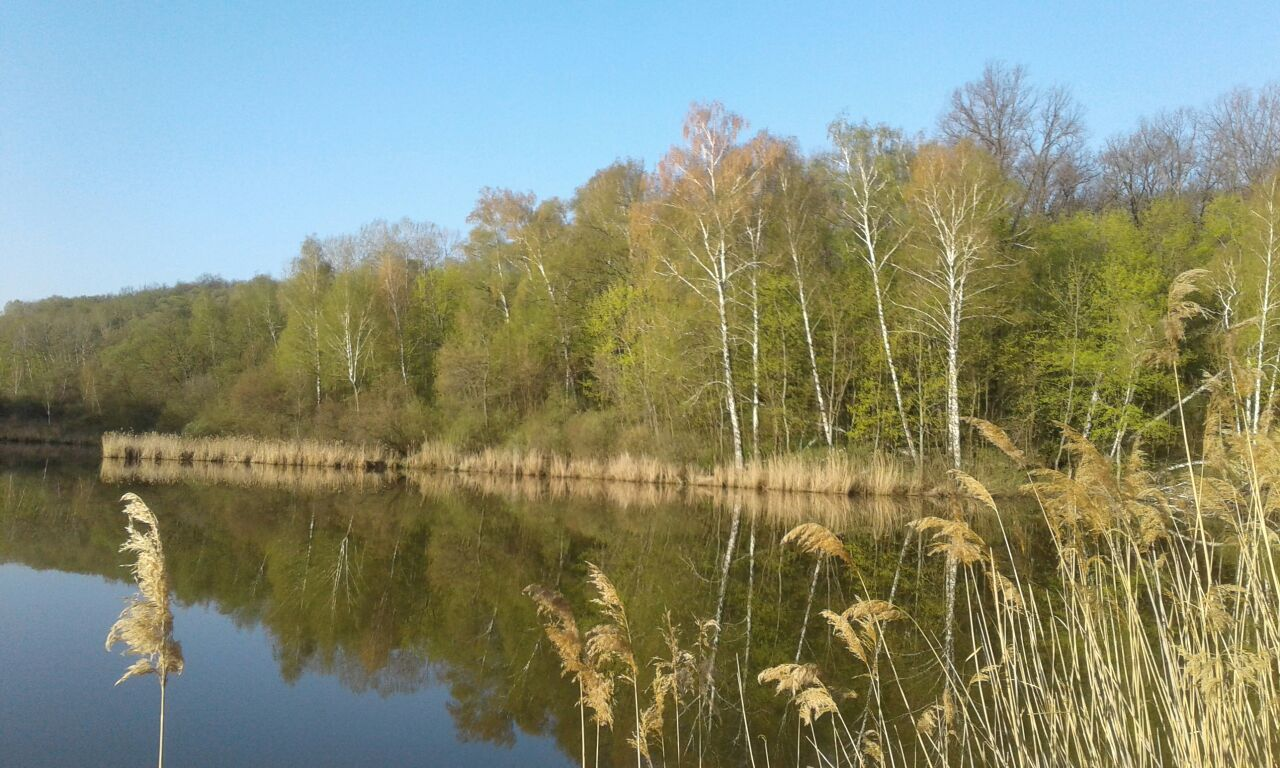
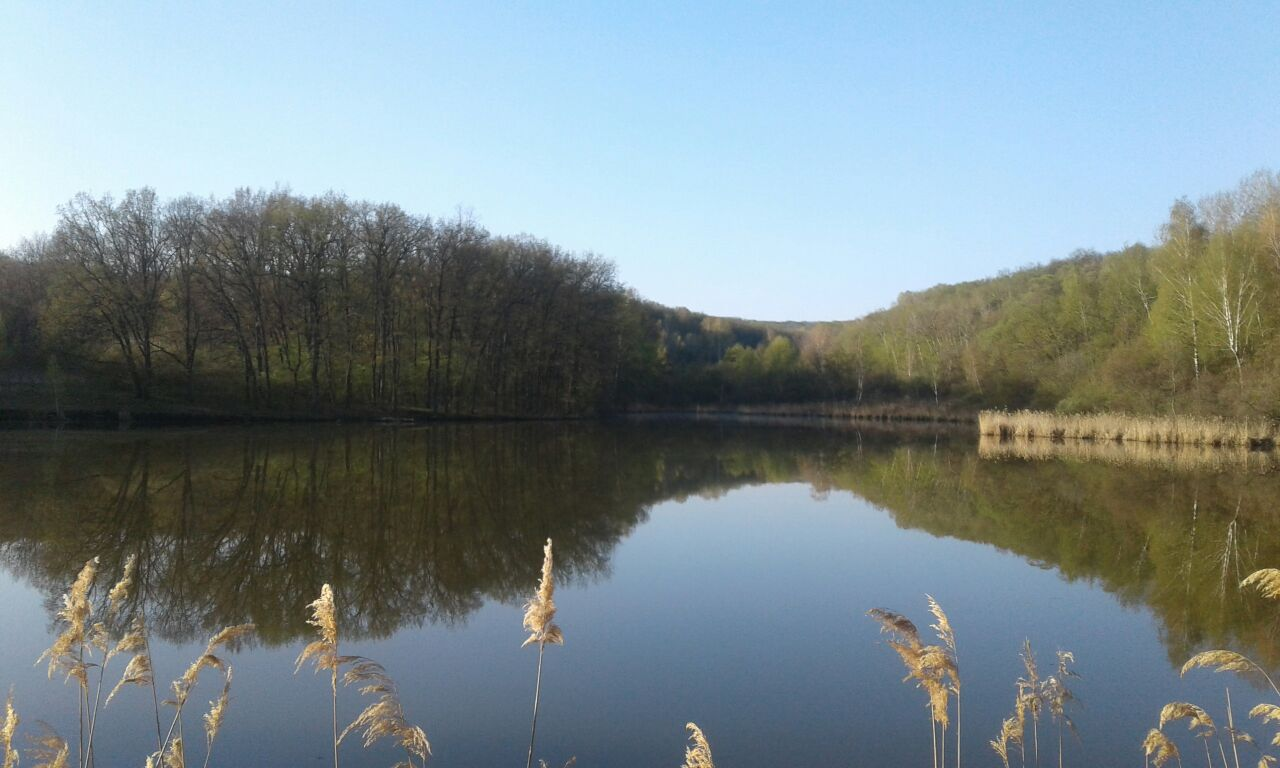

## Флора та фауна

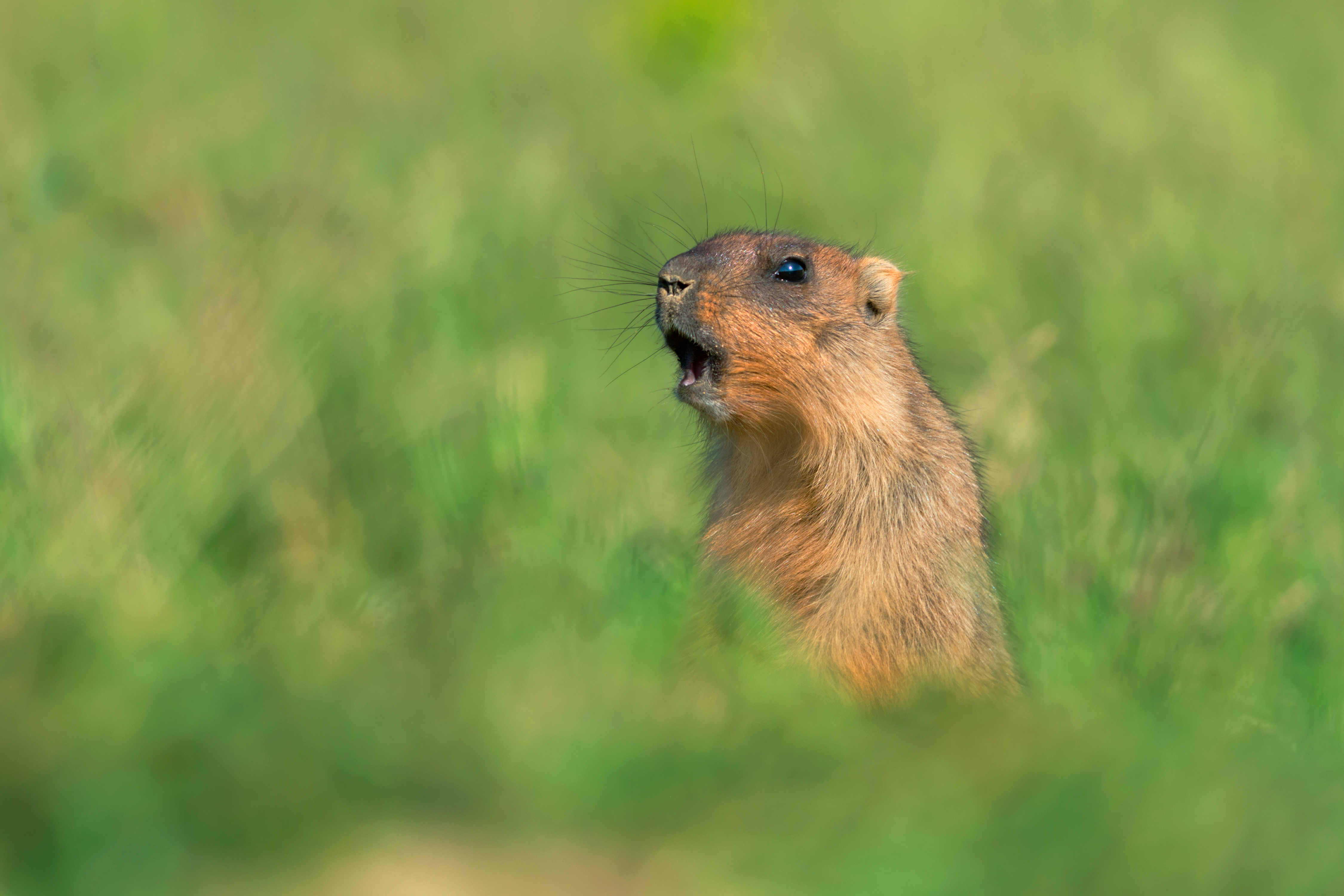
Бабак у парку

Флора та фауна ландшафтного парку відрізняються різноманітністю та містять значну кількість рідкісних та зникаючих видів. На цій території знайдено понад 20 видів рідкісних вищих рослин, 15 з яких занесені до Червоної книги України, 6 — входять до Офіційного переліку регіонально рідкісних рослин Харківської області. Тваринний світ ландшафтного парку представлений видами, що мешкають в степовому, лучному, деревно-чагарниковому та болотному комплексах. Низка хребетних тварин, що мешкають в парку, занесені до Європейського Червоного списку. Серед них: сліпак звичайний, видра річкова, перегузня звичайна, деркач, орлан-білохвіст, хохітва). 12 видів — представники Червоної книги України: тушканчик великий, мишівка степова, тхір степовий, перегузня звичайна, видра річкова, горностай, борсук, огар, журавель сірий, хохітва, лунь польовий, лунь степовий, боривітер степовий, орлан-білохвіст, сорокопуд сірий, гадюка степова). 10 видів занесені до Червоних списків Харківщини (бабак, бугай, бугайчик, лелека білий, куріпка сіра, лунь лучний, шуліка чорний, боривітер звичайний, рибалочка, черепаха болотяна.

## Відповідальні за охорону
| Відповідальний за охорону    | Площа території |
| Шипуватська сільська рада    | 77,0            |
| Великобурлуцька селищна рада | 81,1            |
| ПСП «Маяк»                   | 137,9           |
| СВК «Катеринівка»            | 590,5           |
| ПСП «Нива»                   | 160,0           |
| ДГ «Червона хвиля»           | 192,9           |
| ПСП «Малинівка»              | 403,8           |
| Куп'янський держлісгосп      | 399,4           |
| Всього                       | 2 042,6         |